# دحنسة مجذعة
دُحْنُسَة مُجَذَّعَة سمكة من فصيلة Antennariidae، وهي النوع الوحيد في جنسها الحُنْدُس. تعيش بين الأعشاب البحرية مثل السرجس والفوقس التي تطفو في المحيطات شبه الاستوائية . يأتي الاسم العلمي من الكلمة اللاتينية Histrio التي تعني لاعب أو ممثل مسرحي ، ويشير إلى سلوك تغذية الأسماك. 

## وصف

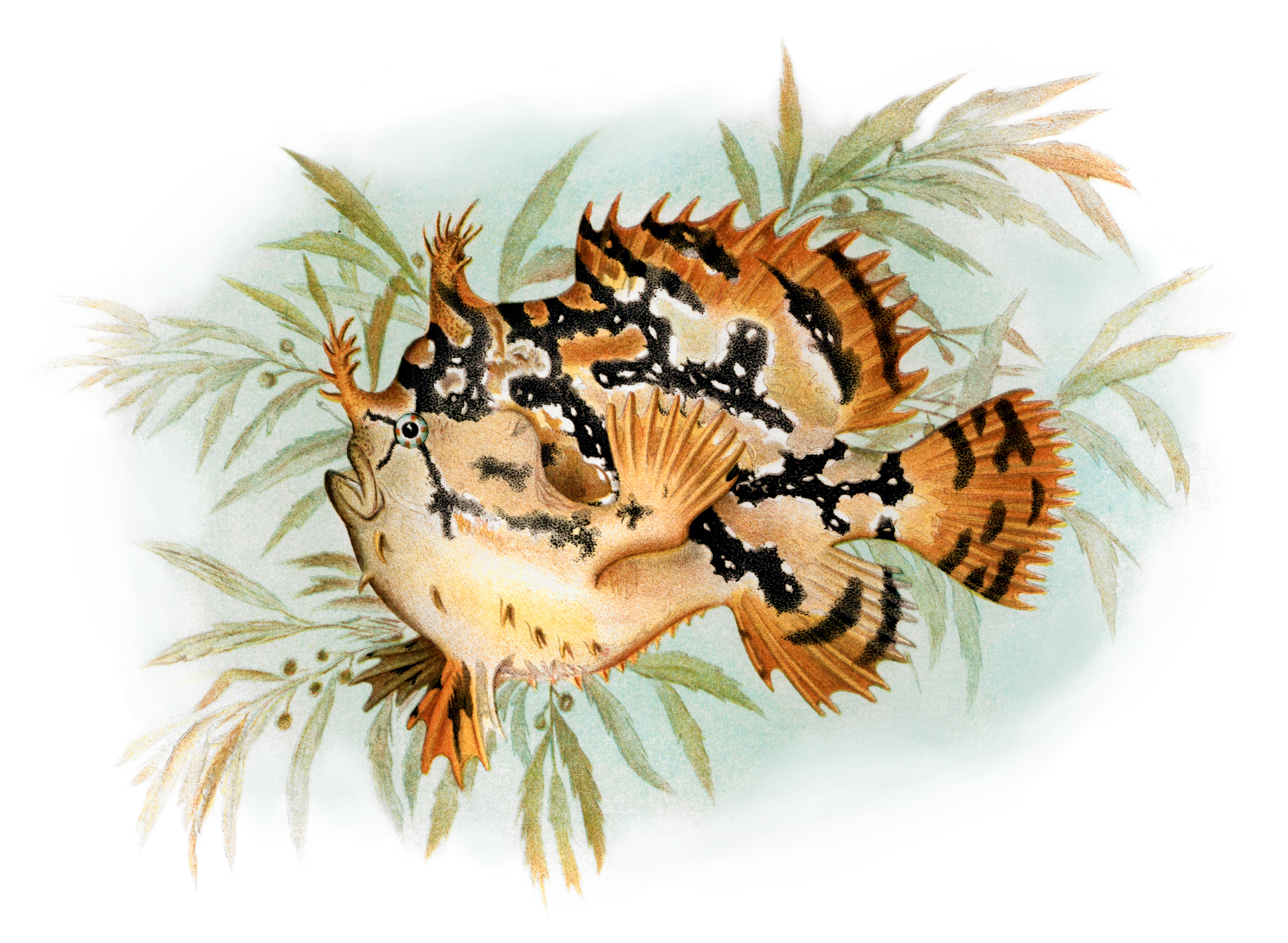
رسم توضيحي لسمكة الدحسنة

جسمها إهليلجي الشكل لا حراشف له شديد اللزوجة يطول نحو ٢٤ سم. ثوبها يماتن البيئة التي تعيش فيها وهو غالبًا إلى الخضار الأطحل يعلوه تجذيع معترض أسود وأسمر.